# Skugriewo (rejon rudniański)
Skugriewo (ros. Скугрево) – wieś (ros. деревня, trb. dieriewnia) w zachodniej Rosji, w osiedlu wiejskim Ponizowskoje rejonu rudniańskiego w obwodzie smoleńskim.

## Geografia
Miejscowość położona jest nad Czernicą, 18 km od granicy z Białorusią, przy drodze regionalnej 66N-1605 (Ponizowje – Nikoncy), 13,5 km od centrum administracyjnego osiedla wiejskiego (sieło Ponizowje), 48,5 km od centrum administracyjnego rejonu (Rudnia), 84,5 km od Smoleńska.

## Historia
W czasie II wojny światowej od lipca 1941 roku wieś była okupowana przez hitlerowców. Wyzwolenie nastąpiło we wrześniu 1943 roku.

## Demografia
W 2010 r. miejscowość zamieszkiwało 6 osób.